# Richard Schechner
Richard Schechner (23 de agosto de 1934) é professor de Estudos da Performance (Performance Studies) na Tisch School of the Arts da Universidade de Nova Iorque, editor da TDR: The Drama Review e diretor da East Coast Artists.  Schechner é um dos iniciadores do programa de Estudos da Performance e fundador do The Performance Group, um grupo de teatro experimental.

## Biografia
Fez seus estudos de graduação na Cornell University (1956), seu mestrado na University of Iowa (1958) e finalizou seu doutorado na Tulane University (1962).
Schechner fundou o The Performance Group of New York em 1967, sendo seu diretor artístico até 1980. O local de funcionamento do Performance Group foi o Performing Garagem situada no distrito de SOHO, adquirido por Schechner em 1968.
Em 1990 Schechner desenvolveu os "rasaboxes" (caixas de rasa), uma técnica de treinamento emocional por jogos para o aprofundamento da representação. Rasa é um conceito essencial na arte da Índia que pode significar emoção.

## Politica
Em 1968 ele assinou a petição chamada “Writers and Editors War Tax Protest” (Escritores e Editores Protestam contra os impostos para a Guerra), defendendo o não pagamento de impostos em protesto contra a participação norte-americana na Guerra do Vietnã.

## Livros
português
- LIGIÉRO, Zeca. Performance e Antropologia de Richard Schechner. Mauad: Rio de Janeiro, 2012.

inglês
- Public Domain (1968)
- Environmental Theater (1973)
- Theatres, Spaces, and Environments (1975, com Jerry Rojo e Brooks McNamara)
- Essays on Performance Theory (1976)
- The End of Humanism (1981)
- From the Ramlila to the Avantgarde (1983)
- Between Theater and Anthropology (1985)
- The Engleburt Stories (1987, com Samuel MacIntosh Schechner)
- The Future of Ritual (1993)
- Performance Theory (edição ampliada de "Essays on Performance Theory", 1988, nova revisão 2004)
- Performance Studies—An Introduction (2002, segunda edição 2006)
- Over, Under, and Around (2004)

## artigos
português
- SCHECHNER, Richard. O que é performance?. In O Percevejo, ano 11, 2003, n. 12, p. 25 a 50
- SCHECHNER, Richard. Performers e Espectadores:Transportados e Transformados. In Revista Moringa Artes do Espetáculo. Vol 2. N1 (2011).
- SCHECHNER, Richard. Pontos de Contato entre o Pensamento Antropológico e o Teatral. In Cadernos de Campo, no. 20, pgs. 213-236. 2011.

## Revistas
- TDR: The Drama Review (início 1986), anteriormente Tulane Drama Review (1962–1969)

## Organizados por Schechner
- Dionysus in 69 (1970)
- Ritual, Play, and Performance (1976, com Mady Schuman)
- By Means of Performance (1990, com Willa Appel)
- The Grotowski Sourcebook (1997, com Lisa Wolford).

## No teatro
Nova Orleans (1960-67)
- Diretor executivo com John O'Neal and Gilbert Moses do Free Southern Theatre (1963-65)
- Diretor director fundador com Franklin Adams e Paul Epstein do New Orleans Group (1964-67).

The Performance Group
- Dionysus in 69 inspirado nas Bacantes de Euripides ](1968),
- Makbeth inspirado em Macbeth (1969),
- Commune group devised piece (1970),
- The Tooth of Crime de Sam Shephard (1972),
- Bertolt Brecht's Mother Courage and Her Children (1975)
- The Marilyn Project de David Gaard (1975)
- Oedipus de Seneca (1977),
- Fox's Cops de Terry Curtis (1978)
- O Balcão de Jean Genet (1979).

East Coast Artists
- Faust/gastronome (1993)
- Anton Chekhov - Three Sisters (1995)
- Hamlet (1999)
- YokastaS de Schechner e Saviana Stanescu (2003, YokastaS Redux 2005)

África e Ásia
- Anton Chekhov - Cherry ka Baghicha (1983) - India,
- Sun Huizhu - Mingri Jiuyao Chu Shan (1989) - China
- August Wilson - Ma Rainey's Black Bottom (1992) - Africa do Sul
- Aeschylus - The Oresteia (1995) - Taiwan
- Hamlet - Shanghai (2007).